# Mavrodafni

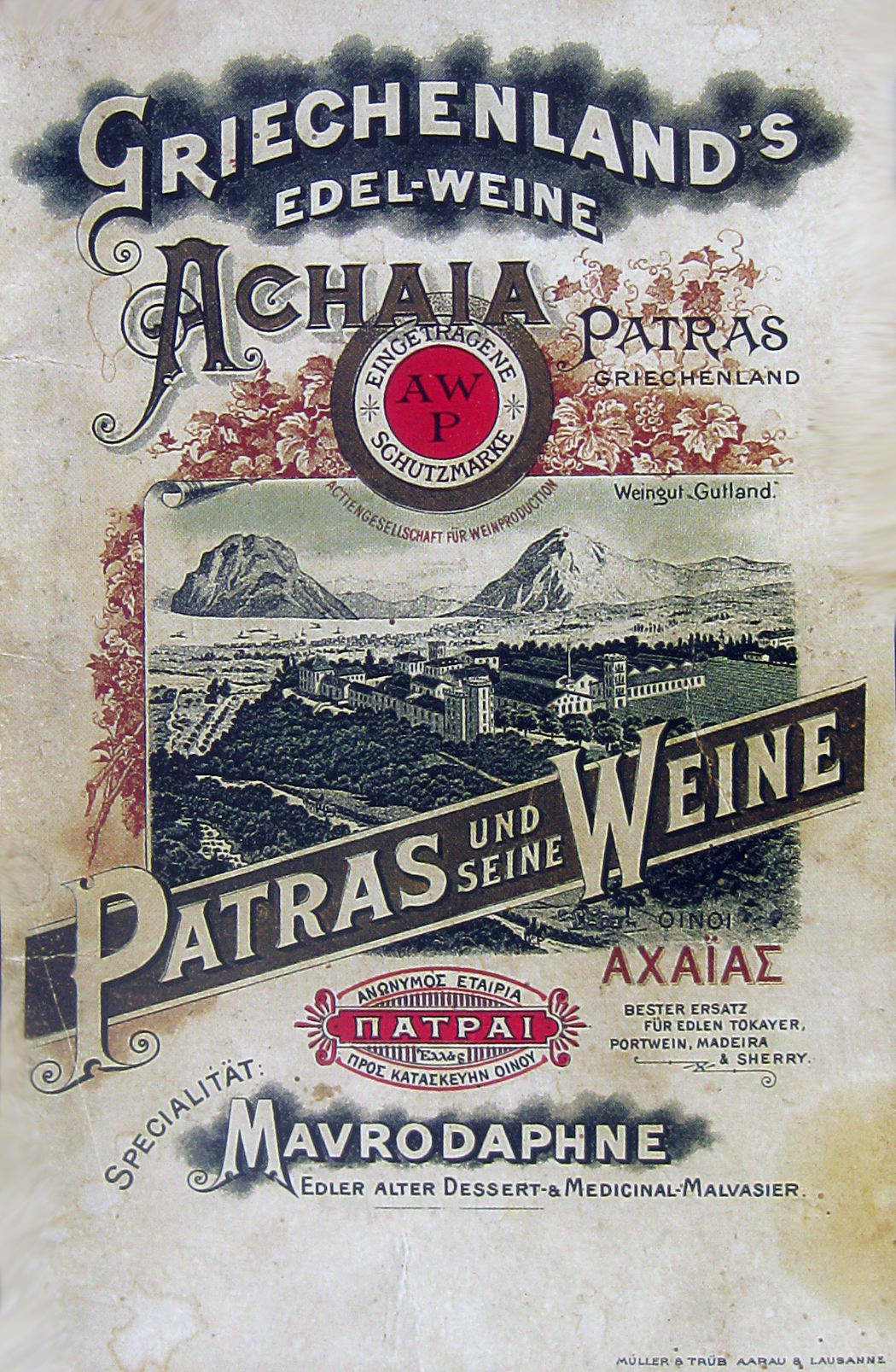
Oude Duitse reclameaffiche voor Mavrodaphne

Mavrodafni (ook gespeld als mavrodaphne; Grieks: μαυροδάφνη) is zowel de naam van een roodzwarte wijndruif die voorkomt in de Achaea-streek in de noordelijke Peloponnesos en in andere delen van Griekenland, als de zware zoete versterkte wijn die van de druif gemaakt wordt.

## Productie van mavrodafniwijn
Mavrodafni wordt gevinificeerd in grote vaten die in de zon staan. Zodra de wijn een zekere rijping heeft bereikt, wordt de fermentatie gestopt, door toevoeging van een destillaat van eerder geproduceerde wijn. Hierna wordt het mavrodafnidestillaat en de wijn waarin nog restsuikers zitten overgebracht naar ondergrondse kelders om verder te rijpen. Daarna wordt de wijn nogmaals 'opgewaardeerd' door hem in contact te brengen met oudere wijnen via de soleramethode (transfusies). Zodra de wijn voldoende gerijpt is wordt hij gebotteld en verkocht als dessertwijn onder de "Mavrodafni OPAP"-appelatie. Deze wijn wordt ook gebruikt als miswijn voor de Goddelijke liturgie in de orthodoxe kerken.

## Wijn
Mavrodafni is een donkere bijna ondoorzichtige wijn met een donkerpaarse tot donkerbruine kleur. De afdronk bevat aroma's en smaken van karamel, chocolade, koffie, rozijn en pruim.